# Wolfgang Grunsky
Wolfgang Grunsky (* 19. Januar 1936 in Berlin-Charlottenburg; † 9. Juni 2023 in Bielefeld) war ein deutscher Rechtswissenschaftler. Er war von 1974 bis 2001 Inhaber des Lehrstuhls für Bürgerliches Recht, Zivilprozessrecht und Arbeitsrecht an der Universität Bielefeld.

## Leben
Wolfgang Grunskys Vater war der Mathematiker Helmut Grunsky. Wolfgang Grunsky erlangte 1955 die allgemeine Hochschulreife in Mainz; dort studierte er anschließend auch Rechtswissenschaft an der Johannes Gutenberg-Universität. Bis zum ersten Staatsexamen in Tübingen studierte er auch in Berlin, Freiburg und Tübingen. 1963 promovierte er bei Ludwig Raiser in Tübingen mit Rangfragen bei dinglichen Rechten. 1964 bestand er das zweite Staatsexamen in Stuttgart. 1967 habilitierte er sich ebenfalls in Tübingen mit Die Veräußerung der streitbefangenen Sache.
Zunächst wurde ihm eine Lehrstuhlvertretung an der Universität Würzburg angetragen. Seinen ersten Ruf als ordentlicher Professor erhielt er im Anschluss an die Universität Gießen. Ab 1974 war Grunsky bis zu seiner Emeritierung 2001 Professor für an der Universität Bielefeld. Von 1975 bis 1995 war er als Richter im Nebenamt am Oberlandesgericht Hamm tätig. Er war ab 1983 Gastprofessor unter anderem an der Universität Siena.

## Werk
Grunskys Forschungsschwerpunkte lagen im Schadensersatzrecht, Rechtsmittelrecht und im Verfahrensrecht vor den Arbeitsgerichten. Er kommentierte unter anderem im Münchener Kommentar sowie im Stein/Jonas. Er war Mitherausgeber des Archiv für die civilistische Praxis. Er war Mitglied der Deutsch-Italienischen Juristenvereinigung.

## Ehrungen
- 1977: Verdienstorden der Italienischen Republik, Komturkreuz

## Veröffentlichungen (Auswahl)
- Rangfragen bei dinglichen Rechten. Dissertation, Universität Tübingen, 1963.
- Die Veräusserung der streitbefangenen Sache. Mohr, Tübingen 1968 (Habilitationsschrift, Universität Tübingen, 1966/67).
- Grundlagen des Verfahrensrechts. Eine vergleichende Darstellung von ZPO, FGG, VwGO, FGO, SGG. 2. Auflage. Gieseking, Bielefeld 1974, ISBN 978-3-7694-0328-2.
- Testierfähigkeit und Geschäftsfähigkeit. Nomos, Baden-Baden 2009, ISBN 978-3-8329-4885-6.